# И на Тихом океане...
«И на Тихом океане» — советский полнометражный цветной художественный фильм, поставленный на Киностудии «Мосфильм» в 1973 году режиссёром Юрием Чулюкиным по мотивам пьесы В. Иванова «Бронепоезд 14-69».

## Сюжет
Сентябрь 1922 года, близится к концу Гражданская война. Части советской Дальневосточной республики громят белогвардейские войска под Спасском. Владивосток наводнён японскими и американскими интервентами, которые, несмотря на формальный нейтралитет, вмешиваются во внутренние дела Дальневосточного края и грабят население. Группа военных свергает либеральное правительство братьев Меркуловых и устанавливает во Владивостоке военную диктатуру. Из тюрьмы совершает побег руководитель владивостокских большевиков Пеклеванов с двумя товарищами, одного из которых убивают во время побега.
В это время в одном их прибрежных сёл зажиточный крестьянин Вершинин с женой Прасковьей отправляются во Владивосток продавать рыбу на рынке, но в село приезжает уполномоченный Дальневосточного правительства и пытается изнасиловать одну из жительниц села, а когда мужики останавливают его, начинает стрелять. Мужики отбирают у него револьвер, и Вершинин, пользующийся уважением односельчан, отпускает его, но он вновь начинает стрелять, и Мироша убивает его из ружья. Вершинин с женой уплывают на лодке в город. Пока они отсутствуют, в село приходят японские солдаты и устраивают грабёж, а когда жители пытаются им помешать, открывают по ним огонь из пулемёта. Среди других гибнут и оба малолетних сына Вершининых.
Генерал Дитерикс, возглавляющий силы белых во Владивостоке, даёт задание командиру бронепоезда Незеласову прорваться в Спасск и вывезти оттуда орудия и лучшие воинские части для обороны Владивостока. Бронепоезд останавливается на станции Тайга, где скопилось много пассажиров, которые пытаются добраться до Спасска. За станцией партизаны разобрали полтора километра путей, и Незеласов мобилизует пассажиров на их восстановление.
Когда Вершинин узнаёт о гибели детей и односельчан, он становится во главе крестьянского восстания, которое охватывает всё побережье. Восставшие собираются напасть на японские части и отомстить за погибших. Приехавший к ним Пеклеванов просит направить людей на подрыв моста, по которому должен проследовать бронепоезд. Вершинин сначала отказывается, но потом отправляет телегу со взрывчаткой и тремя людьми, но разведка белых на дрезине обнаруживает их и расстреливает из пулемёта, а взрывчатку уничтожает. Но на следующей станции Незеласов узнаёт по телеграфу, что Спасск взят советскими войсками, а генерал Дитерикс смещён новым «Российским правительством» с поста главнокомандующего. Незеласов решает вернуться во Владивосток и взять в свои руки власть в городе силой.
Рабочие во Владивостоке начинают брать город под свой контроль и не допускают вывоза японцами золотого запаса из государственного банка, а также массового расстрела заключённых в городской тюрьме.
Узнав о провале операции подрыва моста, Вершинин обращается к восставшим с призывом не допустить возвращения бронепоезда во Владивосток, и они направляются к железной дороге чтобы устроить завал из деревьев. Но бронепоезд уже близко, и люди ложатся на рельсы. Бронепоезд останавливается, потому что, если он начнёт давить такую массу людей, то сойдёт с рельсов. Незеласов приказывает открыть огонь, и восставшие разбегаются, но завал уже сделан. Начинается кровопролитное противостояние восставших и бронепоезда. Сзади бронепоезда разбирают пути, и он оказывается в ловушке. Незеласов пытается ночью под покровом темноты разобрать завал, но крестьяне бросают к путям горящие деревья, чтобы солдаты не могли выйти из бронепоезда незамеченными. Ценой огромных жертв они овладевают бронепоездом и направляются во Владивосток, куда уже начинают заходить части Дальневосточной республики. На одной из баррикад Пеклеванов обращается к солдатам гарнизона с призывом сложить оружие, но один из офицеров убивает его.
Фильм заканчивается кадрами военно-морского парада в современном (на момент съёмок фильма) Владивостоке на фоне памятников героям фильма.

## В ролях
- Анатолий Кузнецов — руководитель подполья, большевик, Илья Герасимович Пеклеванов
- Татьяна Данильченко — Маша, жена Пеклеванова
- Виктор Авдюшко — Никита Егорович Вершинин
- Любовь Соколова — Прасковья
- Виктор Филиппов — Прокофий Знобов
- Лев Поляков — Семён
- Сергей Мартынов — Миша-студент
- Александр Смирнов — Мироша
- Владимир Уан-Зо-Ли — Син-Бин-У
- Никита Подгорный — Александр Петрович Незеласов
- Евгений Шутов — Обаб

## Съёмочная группа
- Сценарий — Александр Горохов, Тамара Иванова, Юрий Чулюкин
- Постановка — Юрий Чулюкин
- Главный оператор — Герман Шатров
- Композитор — Оскар Фельцман
- Текст песни — Роберт Рождественский